# Otto Lasch
Pour les articles homonymes, voir Lasch.
Otto Lasch, né le 25 juin 1893 à Pleß et mort le 29 avril 1971 à Bonn, est un General der Infanterie allemand dans la Heer au sein de la Wehrmacht pendant la Seconde Guerre mondiale qui demanda la capitulation de la forteresse de Königsberg dans les derniers moments de la Seconde Guerre mondiale.
Il a été récipiendaire de la croix de chevalier de la croix de fer avec feuilles de chêne. La croix de chevalier de la croix de fer et son grade supérieur, les feuilles de chêne, sont attribués pour récompenser un acte d'une extrême bravoure sur le champ de bataille ou un commandement militaire avec succès.

## Biographie
Lasch naît à Pless (de nos jours Pszczyna) petite ville de la province de Silésie, où son père a la responsabilité des domaines forestiers du prince de Pless, Hans Heinrich XV von Hochberg (1861-1938). Après ses études secondaires, il entre en 1913 comme Fahnenjunker au 2e bataillon de chasseurs à pied  stationné à Culm en province de Prusse-Occidentale, et au sein duquel il combat lorsque la Grande Guerre éclate l'année suivante. Il est élevé au grade de lieutenant le 7 août 1914. Il reçoit la croix de fer de 1re et de 2e classe pour ses faits de guerre. Il est à l'est à partir de 1918, pour défendre les frontières avec les corps francs, contre les incursions bolchéviques.
Lasch est commandant d'un régiment de police (Landespolizei) de 1920 à 1935, au grade de capitaine. Il enseigne le droit pénal dans une école de sciences politiques à Sensburg, en province de Prusse-Orientale. Il est aussi aide-de-camp de l'inspecteur-général de la police, à Breslau. Il entre ensuite volontairement dans la Wehrmacht en 1935. Il sert à l'état-major d'un régiment d'infanterie, et à partir d'octobre 1936, il commande le 3e bataillon du 3e régiment d'infanterie de la 21e division d'infanterie, en tant que lieutenant-colonel. 
Lorsque la Seconde Guerre mondiale éclate, il fait partie de la campagne de Pologne et au bout de quelques semaines, il est nommé commandant du 43e régiment d'infanterie de la 1re division d'infanterie à la tête duquel il combat pendant la campagne de France en 1940-1941. En juin 1941, il fait partie du groupe d'armées Nord et il combat aux frontières orientales à Riga, Narva, et au siège de Léningrad. Otto Lasch reçoit la croix de chevalier de la croix de fer, le 17 juillet 1941, pour avoir réussi à franchir la Dvina occidentale et avoir participé à la prise de Riga. Il est élevé au grade de Generalmajor le 1er août 1942 et commande, à partir du 27 septembre suivant, la 217e division d'infanterie. Il est élevé au grade de lieutenant-général, le 1er avril 1943 et commande, à partir du 20 novembre suivant, la 349e division d'infanterie qui combat à Lvov en janvier 1944.
De septembre à novembre 1944, alors que l'est de l'Allemagne commence à être touché par les combats aériens, et que Königsberg est totalement détruite par l'aviation anglo-américaine, le général Lasch commande le 64e corps d'armée récemment formé, et en même temps commande la 1re région militaire (Wehrkreis I). Il reçoit le 10 septembre 1944 la croix de fer avec feuilles de chêne et est nommé général d'infanterie, le 1er novembre 1944, alors que le front s'approche et que la Prusse-Orientale commence à être cernée par les forces armées soviétiques.
Le 28 janvier 1945, il est commandant de la forteresse de Königsberg qui selon Hitler est le bastion imprenable de l'âme allemande. La ville défendue par trois enceintes de bastions et de fortins avec d'importants dépôts militaires et 130 000 hommes, est presque entièrement détruite. L'Armée rouge au bout de trois jours et demi de combats extrêmement violents parvient à la prendre. Le général Lasch capitule sans conditions au soir du 9 avril 1945, contrevenant ainsi aux ordres d'Hitler qui de ce fait le fait condamner à mort, lui et toute sa famille.
Le général Lasch et les survivants de Königsberg sont aussitôt envoyés en captivité en URSS. Lui-même est destiné au camp de Vorkouta au nord de la Sibérie et termine sa captivité à Leningrad à partir de 1953. Il n'est libéré qu'en octobre 1955, lorsque le chancelier Adenauer, en visite à Moscou, demande aux autorités la libération des derniers prisonniers de guerre allemands.
Il meurt à Bonn, alors capitale de la RFA, en 1971, après avoir écrit deux ouvrages de Mémoires.

## Décorations et citations
- Croix de fer (1914)
  - 2e classe
  - 1re classe
- Croix d'honneur
- Agrafe de la croix de fer (1939)
  - 2e classe
  - 1re classe
- Médaille de service de la Wehrmacht 4e à 1re Classe
- Ordre de la Croix de la Liberté 1re classe avec feuilles de chêne et glaives (29 mars 1943)
- Croix allemande en or (22 avril 1942)
- Croix de chevalier de la croix de fer avec feuilles de chêne
  - Croix de chevalier le 17 juillet 1941
  - 578e feuilles de chêne le 10 septembre 1944
- Mentionné dans le bulletin radiophonique quotidien Wehrmachtbericht, notamment le 12 Avril 1945 pour annoncer sa condamnation à mort par pendaison pour "reddition lâche" ("wegen feiger Übergabe"). Cette condamnation ne sera pas exécutée en raison de sa capture par les Soviétique.

## Œuvre
- So fiel Königsberg. Kampf und Untergang von Ostpreußens Hauptstadt, Gräfe & Unzer Verlag, Munich, 1958; réédité en 1994, Motorbuch Berlag; réédité en 2010, Beltheim-Schnellbach: Lindenbaum-Verlag, (récit de son commandement à la bataille de Königsberg)
- Zuckerbrot und Peitsche, Ilmgau Verlag, Pfaffenhofen/Ilm, 1965 (récit de sa captivité)